# Dorfkirche Wildgrube

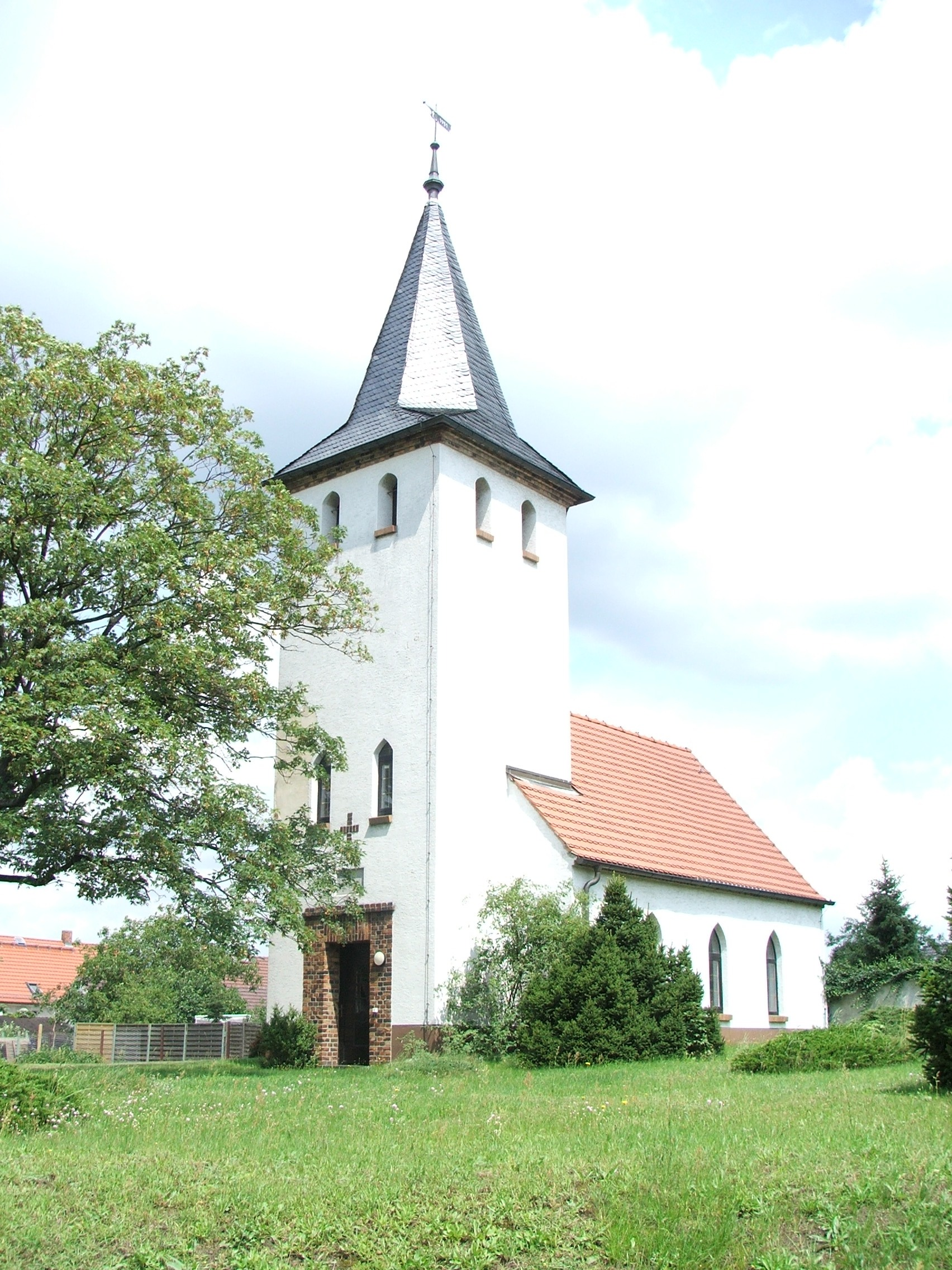
Dorfkirche Wildgrube, Ansicht von Süden

Die Dorfkirche Wildgrube ist eine kleine Kirche im Ortsteil Wildgrube der Stadt Uebigau-Wahrenbrück im südbrandenburgischen Landkreis Elbe-Elster.
Die Kirche wurde zwischen 1949 und 1951 von der damaligen politischen Gemeinde Wildgrube errichtet. Die gemeindeeigene Kirche wurde für katholische und evangelische Gottesdienste als Simultankirche genutzt. 2017 wurden die regelmäßigen Gottesdienste eingestellt.
Das Gebäude ist eine Saalkirche mit eingezogenem quadratischen Turm mit hexagonalem Spitzhelm.